# Lala's Spa
Lala's Spa é uma telenovela de comédia colombiana produzida pela RCN Televisión para o Canal RCN. Foi exibida entre 6 de abril a 2 de agosto de 2021 em 80 capítulos. É uma história original escrita por Héctor Moncada e Juan Manuel Cáceres.
Foi protagonizada por Isabella Santiago e Ricardo Mejía.

## Sinopse
Lala é uma excepcional cabeleireira trans. Viveu em Paris, onde fez sua transição de Lalo a Lala, mas deve voltar para a Colômbia para ajudar a sua mamãe a pagar as dívidas que acabou adquirindo quando converteu seu salão de beleza em Spa. Os vizinhos do bairro, ainda não se acostumam com a nova Lala. O único que se atreveu em defende-lá na praça de mercado é Francisco, um jovem e aposto corredor de carteira, que sem saber que Lala é trans, enfrenta um grupo de coteros para salvar ela de ser agredida. Um favor que depois lhe devolve Lala, quando Francisco termina num escândalo financeiro. Francisco não é culpado do que as pessoas acusam, e enquanto consegue demonstrar a sua inocência, deve esconder em algum lugar em que as autoridades jamais possam encontrar ele, no spa de Lala. Os homens nunca levam a sério a Lala e ela sofre por sua solidão, mas a chegada de Francisco mudará tudo. Ela irá acordar de profundos sentimentos, e ele, acostumado a ter a todas as mulheres que se lhe antoja, agora terá que se permitir a amar a uma mulher diferente de todas as demais.

## Elenco

### Principais
| Atriz/Ator            | Personagem                            |
| --------------------- | ------------------------------------- |
| Isabella Santiago     | Lala Jiménez / Eduardo «Lalo» Jiménez |
| Ricardo Mejía         | Francisco Ponce de León               |
| Luly Bossa            | Doña Nelcy                            |
| Mauricio Vélez        | Javier Villegas «El Zar del Lulo»     |
| Cony Camelo           | Cristina Castillo                     |
| Carlos Hurtado        | Felipe Gallego                        |
| Zulma Rei             | Ingrid Tatiana Chávez                 |
| Diana Belmonte        | Mayerly «Mayo» Escocia                |
| Ernesto Ballén        | Kevin Armando Pinto Escorcia          |
| Víctor David Tarazona | Juan Camilo Platz                     |
| Michelle Rouillard    | Carla Mendoza                         |
| Paola Moreno          | Raquel Jaramillo «Raquelita»          |
| Fernando Arévalo      | Dom Salomón                           |

### Secundários e convidados
| Atriz/Ator             | Personagem                     |
| ---------------------- | ------------------------------ |
| Tatiana Ariza          | Valentina Rincón               |
| Coraima Torres         | María Claudia                  |
| Danielle Arciniegas    | Genoveva Rubio                 |
| Kristina Lilley        | Lucía Ponce de León            |
| Alejandro Gutiérrez    | Fiscal Alberto Rodríguez Malo  |
| Pacho Rueda            | Tribú                          |
| Carlos Carvajal        | Martín Ponce de León           |
| Pedro Suárez           | Moncada                        |
| Ángel de Miguel        | Manolo Borbón                  |
| Diego León Ospina      | Ceferino                       |
| Erick Leonardo Cuellar | Freddy Sarmiento «Fresa»       |
| Paula Andrea Barreto   | Brenda Hoyos Llano             |
| Germán Escallón        | el Abogado Riquito             |
| Aco Pérez              | Juan Carlos Troncoso «Juancho» |
| Javier Gnecco Jr.      | Fernando Rubio                 |

## Los BFF
Em 8 de abril de 2021, a RCN Televisão anunciou a estréia de uma websérie em paralelo a Lala's Spa titulada Los BFF.  A série estreou em 15 de abril de 2021 através do site da Canal RCN, e a conta oficial do canal no Youtube. A trama gira em torno das aventuras e episódios de Francisco (Ricardo Mejía) e Juan C. Platz (Víctor David Tarazona).
| N.° | Título                            | Data de lançamento original |
| --- | --------------------------------- | --------------------------- |
| 1   | «El ascensor»                     | 15 de abril de 2021         |
| 2   | «Situaciones random para gomelos» | 22 de abril de 2021         |
| 3   | «El gym – Parte 1»                | 29 de abril de 2021         |
| 4   | «Test para mejores amigos»        | 6 de maio de 2021           |
| 5   | «Jueves de TBT»                   | 13 de maio de 2021          |
| 6   | «Diccionario ñero»                | 20 de maio de 2021          |
| 7   | «El gym – Parte 2»                | 27 de maio de 2021          |
| 8   | «¿Quién es el más?»               | 3 de junho de 2021          |
| 9   | «En el party»                     | 10 de junho de 2021         |
| 10  | «Había una vez»                   | 17 de junho de 2021         |
| 11  | «Llamada de domingo»              | 24 de junho de 2021         |
| 12  | «La entrevista»                   | 1º de julho de 2021         |